# Dobrianka (Chernígov)
Dobrianka (ucraniano: Добря́нка) es un sélyshche de Ucrania perteneciente al raión de Chernígov de la óblast de Chernígov.
En 2022, la localidad tenía una población de 2607 habitantes. Es sede de un municipio que incluye veinte pueblos que añaden otros cuatro mil habitantes a la población. Este municipio se formó en 2019 mediante la fusión del ayuntamiento urbano de Dobrianka (que únicamente incluía como pedanías a Atkilnia y Verbivka) con los vecinos consejos rurales de Hornostáyivka, Klubivka, Novi Yarýlovychi y Oleshnia. El área pertenecía hasta 2020 al raión de Ripky.
Fue fundado en 1706 como una slobodá por viejos creyentes que se habían refugiado aquí desde diversas zonas del Zarato ruso, en tierras de un monasterio de Chernígov. En 1708, durante la gran guerra del Norte, los primeros pobladores de Dobrianka capturaron a numerosos invasores suecos y los entregaron en Starodub al zar Pedro el Grande, quien concedió numerosos privilegios a la localidad. En 1728 adoptó el Derecho de Magdeburgo. Se desarrolló como un núcleo comercial e industrial y llegó a superar los siete mil habitantes a principios del siglo XX, tras abrirse aquí una estación del ferrocarril de Chernígov a Gómel; sin embargo, fue perdiendo importancia cuando la carretera entre ambas ciudades se hizo pasar unos 10 km al oeste. La RSS de Ucrania le dio el estatus de asentamiento de tipo urbano en 1924.
Se ubica unos 20 km al norte de Ripky, junto a la frontera con Bielorrusia.